# Matelea magallanesii
Matelea magallanesii är en oleanderväxtart som beskrevs av Emily Jane Lott. Matelea magallanesii ingår i släktet Matelea och familjen oleanderväxter. Inga underarter finns listade i Catalogue of Life.